# 1-ша зенітна дивізія (Третій Рейх)
1-ша зенітна дивізія (Третій Рейх) (нім. 1. FlaK-Division) — зенітна дивізія Вермахту, що діяла протягом Другої світової війни у складі Повітряних сил Третього Рейху.

## Історія
1-ша зенітна дивізія веде свою історію від сформованого 1 липня 1938 року командування протиповітряної оборони в Берліні (нім. Luftverteidigungskommandos Berlin). 1 вересня 1941 року 1-ше командування протиповітряної оборони було перейменовано на 1-шу зенітну дивізію.
Головним завданням 1-ї зенітної дивізії була протиповітряна оборона Великого Берліна до початку війни. Дивізія підпорядковувався безпосередньо 3-му командуванню Люфтваффе (нім. Luftgaukommando III) і мала таку структуру:
- 12 зенітний полк
- 22 зенітний полк
- зенітний полк «Генерал Герінг»

Загалом дивізія мала 60 важких, 35 середніх і легких зенітних батарей, 17 прожекторних батарей, а також 6 батарей повітряних куль спостереження і 9 зенітних кулеметних рот.
Дедалі частіші авіанальоти британського Бомбардувального командування ПС на Берлін викликали необхідність посилення зенітних сил. Станом на 31 грудня 1941 року 1-ша зенітна дивізія в районі Берліна мала 75 важких, 49 середніх і легких батарей, а також 24 прожекторних батареї. Станом на 1 листопада 1943 року до складу входили:
- 22-й зенітний полк Flakgruppe Süd в Ланквіці
- 53-й зенітний полк Flakgruppe Nord в Хайлігензее
- 126-й зенітний полк Flakgruppe West в Райнікендорфі
- 172-й зенітний полк Flakgruppe Ost (лише до 25 серпня 1944 р.)
- 82-й зенітний прожекторний полк

## Райони бойових дій
- Німеччина (вересень 1939 — травень 1945).

## Командування

### Командири
- оберст Браун (нім. Braun) (серпень 1938);
- оберст, пізніше генерал-майор Гергард Гоффманн (нім. Gerhard Hoffmann) (1 вересня 1938 — 29 лютого 1940);
- оберст Вернер Прелльберг (нім. Werner Prellberg) (29 лютого — 6 липня 1940);
- оберст Людвіг Шільффарт (нім. Ludwig Schilffarth) (17 липня 1940 — 14 січня 1943);
- оберст, пізніше генерал-майор Макс Шаллер (нім. Max Schaller) (15 січня 1943 — 28 лютого 1944);
- генерал-лейтенант Еріх Крессманн (нім. Erich Kreßmann) (10 березня — 14 листопада 1944);
- генерал-майор Отто Зідов (нім. Otto Sydow) (15 листопада 1944 — 2 травня 1945).

### Підпорядкованість
| Час       | Корпус        | Командування/Флот                       | Штаб   |
| --------- | ------------- | --------------------------------------- | ------ |
| 1938      |               |                                         |        |
| 1 липня   |               | Люфтгау III                             | Берлін |
| 1939      |               |                                         |        |
| 1 січня   |               | Люфтгау III                             | Берлін |
| 1940      |               |                                         |        |
| 5 березня |               | Люфтгау III                             | Берлін |
| 1941      |               |                                         |        |
| 1 січня   |               | Люфтгау III                             | Берлін |
| 1942      |               |                                         |        |
| 1 січня   |               | Люфтгау III                             | Берлін |
| 1943      |               |                                         |        |
| 1 січня   |               | Люфтгау III                             | Берлін |
| 1944      |               |                                         |        |
| 1 січня   |               | Люфтгау III                             | Берлін |
| 1945      |               |                                         |        |
| 1 січня   |               | Люфтгау III                             | Берлін |
| лютий     |               | комендант Берліна/Люфтгау III           | Берлін |
| 16 квітня | II корпус ППО | Командування Люфтваффе «Північний Схід» | Берлін |